# Saison 4 de Magnum (2018)
Chronologie
Saison 3 Saison 5
La quatrième saison de Magnum P.I., série télévisée américaine, remake de la série télévisée du même nom dans les années 1980 créée par Glen A. Larson et Donald Bellisario, est constituée de vingt épisodes. C'est la dernière saison à être diffusé aux États-Unis sur CBS avant de passer sur NBC.

## Distribution

### Acteurs principaux
- Jay Hernández (VF : Axel Kiener) : Thomas Magnum
- Perdita Weeks (VF : Laura Blanc) : Juliet Higgins
- Zachary Knighton (VF : Yann Peira) : Orville « Rick » Wright
- Stephen Hill (VF : Frantz Confiac) : Theodore « T. C. » Calvin
- Amy Hill (VF : Marie-Martine (actrice)) : Teuila « Kumu » Tuileta
- Tim Kang (VF : Stéphane Pouplard) : Lieutenant Gordon Katsumoto

### Acteurs récurrents
- Christopher Thornton (en) (VF : Boris Rehlinger) : Kenny "Shammy" Shamberg
- Lance Lim (VF : Tom Trouffier) : Dennis Katsumoto
- Bobby Lee (en) (VF : Thierry Wermuth) : Jin Jeong
- Betsy Phillips (VF : Caroline Espargilière) : Suzy Madison
- Chantal Thuy (VF : Marie Zidi) : Détective Lia Kaleo
- Marsha Thomason (VF : Laura Zichy) : Eve
- Shawna Christensen : Beth Katsumoto
- Martin Martinez (VF : Oscar Douieb) : Cade Jensen
- Dennis Chun (VF : Bertrand Dingé) : Duke Lukela

### Invités
- Kaylee Hottle : Joon
- Nikki Hahn : Amanda Davis
- Taiana Tully : Détective Laura Palea
- Ian Harding : Aiden Walker
- Molly Griggs : Serena / Kate
- Sebastian Siegel : Julian LaGrange
- Yancey Arias : Agent Ray Sloane
- Devon Sawa : Robbie Nelson
- Greg Ellis : Sean Cavendish
- Brooke Nevin : Emily Pratt
- Moon Bloodgood : Juge Rachel Park
- Maya Stojan : Maya
- Levy Tran : Kristin "Tia" Min
- Domenick Lombardozzi : Sebastian Nuzo
- Janel Parrish : Maleah
- Parker Queenan : Ryder Simmons
- Emily Alaba : Mahina
- Hala Finley (en) : Ella Vaughn
- Niall Matter : Cole Vaughn
- Robert Pine : Daniel "Danny" Braddock
- Elpidia Carrillo : Donna Jensen

## Liste des épisodes
1. Magnum en solo
2. Le Baptême du feu
3. Infiltrés
4. Ceux que nous perdons en route
5. Jusqu'à ce que la mort nous sépare
6. L'informatrice
7. Des liens plus forts que tout
8. La Traque
9. Cyberattaque
10. Drôle de rêve
11. Un après-midi de chien
12. Méfiez-vous des apparences
13. Ne me jugez pas
14. Né sous une mauvaise étoile
15. Poison mortel
16. Se méfier de l'eau qui dort
17. Ne m'oublie pas
18. L'Union fait la force
19. Amnésie
20. Ce qui compte vraiment

### Épisode 1:Magnum en solo
- États-Unis : 1er octobre 2021 sur CBS
- Belgique : 7 juillet 2022 sur Club RTL
- Suisse : 10 juillet 2022 sur RTS Un
- France : 26 juin 2024 sur TF1

- États-Unis : 5.23 millions de téléspectateurs
- France : 2.45 millions de téléspectateurs

- Brenda Koo : Jenny
- Kelvin Han Yee : Dan Liu
- Kensi Lee Yahiku : Emma Liu
- Matthieu Jaeger : Patrick McGowan
- Lars Slind : Sean McGowan
- Ashlyn Ani : Keana
- Joshua Everett Johnson : Dr. Morell
- Julia Ogilvie : Cynthia

### Épisode 2:Le Baptême du feu
- États-Unis : 8 octobre 2021 sur CBS
- Belgique : 7 juillet 2022 sur Club RTL
- Suisse : 10 juillet 2022 sur RTS Un
- France : 26 juin 2024 sur TF1

- États-Unis : 5.20 millions de téléspectateurs
- France : 1.96 millions de téléspectateurs

- Robert Baker : Randall
- Billy Lush : Casey
- Shinelle Azoroh : Alani Brown
- Andrew Tinpo Lee : Ron Ioha
- John Kapelos : Hector Aquino
- Christine Umipeg : Donnie Chan
- Mark Medeiros : Bow Hunter
- Ross Mason : Jogger

### Épisode 3:Infiltrés
- États-Unis : 15 octobre 2021 sur CBS
- Suisse : 10 juillet 2022 sur RTS Un
- Belgique : 14 juillet 2022 sur Club RTL
- France : 26 juin 2024 sur TF1

- États-Unis : 5.37 millions de téléspectateurs
- France : 1.29 millions de téléspectateurs

- Kate Flannery : Erin
- Sebastian Roché : Zev Marker
- Danny Kang : Trevor
- Eddie Shin : Jaime
- Billy Armstrong : Stan Peters
- Shawn Passwaters : Ollie Jones
- Casey Wright : Benji
- Rocky Myers : Scott Grimshaw
- Nolan Hong : Directeur
- Solomon Breeze Kaleimamahu : Gardien

### Épisode 4:Ceux que nous perdons en route
- États-Unis : 22 octobre 2021 sur CBS
- Belgique : 14 juillet 2022 sur Club RTL
- Suisse : 17 juillet 2022 sur RTS Un
- France : 26 juin 2024 sur TF1

- États-Unis : 5.07 millions de téléspectateurs
- France : 0.77 millions de téléspectateurs

- Tijuana Ricks : Dr. Linda Ogawa
- Kalama Epstein : Will
- Keikilani Grune : Ulani Rogers
- Tom Choi : Ted Rogers
- Christina Souza : Shelly Davis
- Joan Powers : La mère de Will
- Tiki Willis : Missy Vortek
- Ka’enaaloha Watson : Collette
- Christian Bowman : Steven Davis
- Nic Tom : Romeo Kekoa
- Elizabeth Ignacio : Dr. Darview
- Cassie Favreau-Chung : Infirmière
- Lionel Fase : Mikey
- Kila Young : Voleur de voiture #1
- Alexander Jordan Sunquist : Voleur de voiture #2
- Lane Nishida : Garçon #1
- Cyris Laury-Schaefer : Garçon #2
- Patty Lee : Carin

### Épisode 5:Jusqu'à ce que la mort nous sépare
- États-Unis : 5 novembre 2021 sur CBS
- Suisse : 17 juillet 2022 sur RTS Un
- Belgique : 21 juillet 2022 sur Club RTL
- France : 27 juin 2024 sur TF1

- États-Unis : 5.59 millions de téléspectateurs

- Lee Anne Kuper : Officier
- Grace Lee : Présentatrice

### Épisode 6:L'informatrice
- Suisse : Le Diable sur le pas de la porte

- États-Unis : 12 novembre 2021 sur CBS
- Suisse : 17 juillet 2022 sur RTS Un
- Belgique : 21 juillet 2022 sur Club RTL
- France : 27 juin 2024 sur TF1

- États-Unis : 5.45 millions de téléspectateurs

- Jack Leone : Rick (jeune)
- Strider Ellis : Robbie (jeune)
- Wilmer Calderon (en) : Oscar Leota
- Christopher Wolfe : Nathan Stallard
- Loretta Ables Sayre : Propriétaire
- Jackie Dallas : Nancy
- Karan Sagoo : Barlowe
- Lauren Teruya : Siola
- Eddie Lee Anderson : Membre du SWAT

### Épisode 7:Des liens plus forts que tout
- États-Unis : 19 novembre 2021 sur CBS
- Suisse : 24 juillet 2022 sur RTS Un
- Belgique : 28 juillet 2022 sur Club RTL
- France : 5 juillet 2024 sur TF1

- États-Unis : 5.17 millions de téléspectateurs

- Richard Gant : Joesph
- Candice Coke : Vicki
- Dann Seki : Ron Underhill
- Richard Masur : David
- Suzanne Ford : Betty
- Tyler Jacob Moore : Jack Wheeler
- Melanie Anne Padernal : Kiki
- Emily Noelani : Administratrice
- Randal M.C. Lau : Professeur
- Can Bolay : Conducteur albanais

### Épisode 8:La Traque
- États-Unis : 3 décembre 2021 sur CBS
- Suisse : 24 juillet 2022 sur RTS Un
- Belgique : 28 juillet 2022 sur Club RTL
- France : 5 juillet 2024 sur TF1

- États-Unis : 5.34 millions de téléspectateurs

- Janessa Floyd : Urgentiste
- Ross Mason : Davies
- Glenn Keogh : Parkes
- Warren L. Fabro : Mr. Kahue
- Chris O’Shea : Oliver Kent
- Cole Parker : Locke
- Grisel Reyes : Agent du gouvernement

### Épisode 9:Cyberattaque
- États-Unis : 10 décembre 2021 sur CBS
- Suisse : 24 juillet 2022 sur RTS Un
- Belgique : 4 août 2022 sur Club RTL
- France : 5 juillet 2024 sur TF1

- États-Unis : 5.55 millions de téléspectateurs

- Chris Marquette : Barry Wilson
- Chase Kim : Jonny Kim
- Leonard Wu : Pin Kim
- Fouad Hajji : Lenny / Dave
- Nicholas B. Gianforti : Mike Lazio
- Julian Sensley : Voyou
- Jazlyn Chang : Bratty Kid
- Drew Henmi : Dispatcher
- Saint Thompson : Officier L. Smith
- Edwin C. Flores : Heavy
- Jose Ver : Le véritable Dave
- Zack Harris : Détective Jamie Kanemura
- Walter Espirtu : Détective #2

### Épisode 10:Drôle de rêve
- États-Unis : 7 janvier 2022 sur CBS
- Suisse : 31 juillet 2022 sur RTS Un
- Belgique : 4 août 2022 sur Club RTL
- France : 12 juillet 2024 sur TF1

- États-Unis : 5.32 millions de téléspectateurs

- Michael Camp : Jared Friedman
- Kelly Mumme (VF : Charlotte Dardalhon) : Lindsey
- Logan Donovan (VF : Emmanuel Lemre) : Mason Adams
- Nathan Hurd : Mikal Cisco
- Brooke Nevin (VF : Noémie Orphelin) : Emily Pratt
- Josh Stamberg : Shane Whelan
- Liam McNeill : Avocat
- Raleigh Tabora : Serveuse

### Épisode 11:Un après-midi de chien
- États-Unis : 14 janvier 2022 sur CBS
- Suisse : 31 juillet 2022 sur RTS Un
- Belgique : 11 août 2022 sur Club RTL
- France : 12 juillet 2024 sur TF1

- États-Unis : 5.77 millions de téléspectateurs

- Leif Gantovoort : Red
- Lindsay Pulsipher : Izzy
- Ramon De Ocampo : Dr. Anthony
- Jeanne Sakata (en) : Sœur Adina
- Isabella Cuda : Sierra
- Michael Edward Carter : Andrew
- Richard Ting : Tower
- Brandon Finn : Leon
- Rene Mena : William Tellez
- Frank Raylord Langley III : Dusty
- Olivia Hoffman : Réceptionniste
- Amber Olivia Abara : Fille
- Marianette Kauahikaua : Sue

### Épisode 12:Méfiez-vous des apparences
- États-Unis : 21 janvier 2022 sur CBS
- Suisse : 31 juillet 2022 sur RTS Un
- Belgique : 11 août 2022 sur Club RTL
- France : 12 juillet 2024 sur TF1

- États-Unis : 5.43 millions de téléspectateurs

- Tara Buck : Jill Picone
- Zoe Sher : Maggie
- Matthew Peschio : Cam
- Victoria Barabas : Lucy Dartan
- Charlie Bodin : Martin Hadley
- David Ury : Sam
- Michfael Delara : Tech M.E.
- Ron Artis II : Ron Artis
- Ernie Ecraela : Membre du groupe

### Épisode 13:Ne me jugez pas
- États-Unis : 28 janvier 2022 sur CBS
- Suisse : 7 août 2022 sur RTS Un
- Belgique : 18 août 2022 sur Club RTL
- France : 19 juillet 2024 sur TF1

- États-Unis : 5.22 millions de téléspectateurs

- Moon Bloodgood (VF : Juliette Degrenne) : Juge Rachel Park
- Maya Stojan (VF : Anneliese Fromont) : Maya
- Nicole Pierce : Anna
- Justin Martin : Owen Reed
- Emmanuel Dejesus : Officier du HPD #1
- Chris Kim : Officier du HPD #2
- Wendy Pearson : Procureur Amelia Young
- Wylie Small : Sheila
- Gabriel Miranda : Expert
- Keolani Keola : Curtis
- Mason Michael Moore : Huissier

### Épisode 14:Né sous une mauvaise étoile
- États-Unis : 25 février 2022 sur CBS
- Suisse : 7 août 2022 sur RTS Un
- Belgique : 18 août 2022 sur Club RTL
- France : 19 juillet 2024 sur TF1

- États-Unis : 5.21 millions de téléspectateurs

- Tim Griffin : Sergent Wayne Nix
- Veronica Diaz Carranza : Stella Torres
- Rey Payumo : Fetu
- Jenna Leigh Green : Heather Nix
- Don Swayze : Melvin Muchado
- Tui Asau : Ike Tonyan
- Guy Camilleri : Gestionnaire
- Vince Shin : Kim Kil-Yon
- Jennifer Bobiwash : Client
- Mark Labella : Officier

### Épisode 15:Poison mortel
- États-Unis : 4 mars 2022 sur CBS
- Suisse : 7 août 2022 sur RTS Un
- Belgique : 1er septembre 2022[1] sur Club RTL
- France : 19 juillet 2024 sur TF1

- États-Unis : 4.88 millions de téléspectateurs

- Eijiro Ozaki : Osi Shima
- Rich Ting : Tower
- Gedde Watanabe : Sato
- Bryan McClure : Chester
- Jay Kwon : Jumak
- Jason Her : Sung
- JB Piernas Jr. : Arbitre

### Épisode 16:Se méfier de l'eau qui dort
- États-Unis : 11 mars 2022 sur CBS
- Suisse : 14 août 2022 sur RTS Un
- Belgique : 1er septembre 2022 sur Club RTL
- France : 19 juillet 2024 sur TF1

- États-Unis : 5.08 millions de téléspectateurs

- Alexie Gilmore : Nora Simmons
- Phillip Anthony-Rodriguez : Pete Ashby
- Dennis Chun : Sergent Duke Lukela
- Danny Bernardy : Maxwell
- Rory Yamamoto : Lucas
- Rian Basilio : Voleur #1
- Samie Solina : Samie Solina

### Épisode 17:Ne m'oublie pas
- États-Unis : 1er avril 2022 sur CBS
- Suisse : 14 août 2022 sur RTS Un
- Belgique : 8 septembre 2022 sur Club RTL
- France : 26 juillet 2024 sur TF1

- États-Unis : 4.87 millions de téléspectateurs

- Max Gail : Bob Braddock
- Rebeka Montoya : Clara Bolton
- Chris Jayme : Bryan
- Nicholas Duvernay : Adam Akamu
- Hilliard Joshua Meeks : Alan
- Kurt Yamamoto : Don
- Mia Adams : Leilani
- Ida Anderson : Infirmière

### Épisode 18:L'Union fait la force
- États-Unis : 8 avril 2022 sur CBS
- Suisse : 14 août 2022 sur RTS Un
- Belgique : 8 septembre 2022 sur Club RTL
- France : 26 juillet 2024 sur TF1

- États-Unis : 5.31 millions de téléspectateurs

- Tiffany Hines : Lara Nuzo
- Texas Battle : Oscar Woods
- Tripp Pickell : Bowen
- John Cruz : John Cruz
- Keolani Keola : Curtis, le barman
- Ixchel Lopez : Leti Reyes
- Lee Anne Kuper : Officier Lee
- Michael Delara : Gabriel Santos
- Carl O. Brown : Aumônier militaire
- Shawn Pimental : Membre du groupe #1
- David Cruz : Membre du groupe #2
- Mike Pihrana : Membre du groupe #3

### Épisode 19:Amnésie
- États-Unis : 29 avril 2022 sur CBS
- Suisse : 21 août 2022 sur RTS Un
- Belgique : 15 septembre 2022 sur Club RTL
- France : 26 juillet 2024 sur TF1

- États-Unis : 4.81 millions de téléspectateurs

- John Bobek : Greg Nettles
- Teressa Liane : Angie
- Casey Adams : Trevor Lyttle
- Ioane Goodhue : Kenji Yamada
- Tijuana Ricks : Linda Ogawa
- Kylie Wheeler : Technicienne en radiologie
- Angela Gonzalo : Administratrice de l’hôpital
- Brennan Dyson : Garde
- Christie Brooke : Technicien de la scientifique

### Épisode 20:Ce qui compte vraiment
- États-Unis : 6 mai 2022 sur CBS
- Suisse : 21 août 2022 sur RTS Un
- Belgique : 15 septembre 2022 sur Club RTL
- France : 26 juillet 2024 sur TF1

- États-Unis : 5.06 millions de téléspectateurs

- David Anders : Kidnappeur #1 / Ray Nasano
- Marcus Hanson : Lieutenant Maka
- Josh Stamberg : Shane Whelan
- Ronald Taira : Sergent de prison
- Erica Lamkin : Gynécologue-obstétricienne
- Adinett Nsabimana : Infirmière obstétrique
- Joe Bucaro : Détenu
- Walter Espirtu : Détective
- Phillip Wheeler : Gardien #3
- Christopher J. Lopez : Gardien #4
- Craig Henningsen : Sniper